# Flicker Records
Flicker Records es un sello discográfico cristiano con sede en Franklin, Tennessee. Fue fundada por los miembros del grupo de rock cristiano Audio Adrenaline. La etiqueta se centra principalmente en el rock y artistas de hard rock, aunque también creó una filial, Big House Kids, para la música cristiana para niños 
La etiqueta fue distribuida por EMI a partir de 1999. Desde 24 de marzo de 2006, Flicker ha sido miembro de Provident Label Group, una subsidiaria de Sony Music Entertainment

## Artistas de Flicker
- Fireflight

## Artistas Anteriores
- eleventyseven
- Everyday Sunday
- Flatfoot 56
- Kids in the Way
- Monk and Neagle
- Mortal Treason
- Nevertheless
- Phat Chance
- Pillar
- Riley Armstrong
- Royal Ruckus
- Staple
- Stereo Motion
- Subseven
- The Swift
- T-Bone
- Until June
- Wavorly